# برشاوشان مذيل
برشاوشان مذيل أو برشاوشان جوال أو شعر الغول الجوال أو الأديانطوم الجوال (الاسم العلمي:Adiantum caudatum) هو نوع من النباتات يتبع جنس البرشاوشان من الفصيلة الديشارية. ويعد هذا النبات من السراخس الجوالة.